# Sylvie Bornet
Pour les articles homonymes, voir Bornet.
Sylvie Bornet (née à Bourges, le 21 janvier 1960) est une athlète française, spécialiste de demi-fond, de Marathon et de cross-country, licenciée au Bourges AC, à l’US Berry, puis au Stade Français. 

## Palmarès
- 11 sélections en équipe de France A
- 4 sélections en équipe de France Jeune
- Elle est la première coureuse française à passer sous la barre des 2 heures 30 minutes au Marathon.
- Elle a amélioré par 2 fois la Meilleure Performance Française (MPF) sur Marathon :

| Performance     | Lieu              | Année |
| --------------- | ----------------- | ----- |
| 2 h 31 min 43 s | Londres (GB)      | 1986  |
| 2 h 29 min 22 s | Minneapolis (USA) | 1990  |

Championnats de France Élite :

- - 3e du 1 500 mètres en 1978 (junior)
- - 3e du 800 mètres en salle en 1979 (junior)
- - 2e du 3 000 mètres en 1979 (junior)
- - 3e du Cross à Vichy en 1980
- - 3e du 3 000 mètres en 1980
- - Championne de France du Marathon en 1992 à Paris en 2 h 32 min 24 s

Championnats Internationaux :

| Année | Compétition           | Épreuve     | Lieu            | Place | Temps           |
| ----- | --------------------- | ----------- | --------------- | ----- | --------------- |
| 1980  | Championnats du monde | Cross       | Paris (FRA)     | 34e   |                 |
| 1983  | Championnats du monde | Cross       | Gateshead (GBR) | 66e   |                 |
| 1984  | Coupe du monde        | 10 km route | Madrid (ESP)    | 17e   | 35 min 08 s     |
| 1985  | Championnats du monde | Cross       | Lisbonne (POR)  | 45e   |                 |
| 1985  | Universiade d'été     | Marathon    | Kobe (JAP)      | 3e    | 2 h 48 min 11 s |
| 1985  | Coupe du Monde        | Marathon    | Hiroshima (JAP) | 14e   | 2 h 40 min 31 s |

## Records personnels
| Épreuve       | Performance     | Lieu              | Année |
| ------------- | --------------- | ----------------- | ----- |
| 1 500 m       | 4 min 20 s 1    | St Maur (FRA)     | 1985  |
| 3 000 m       | 9 min 9 s 9     | St Maur (FRA)     | 1987  |
| 5 000 m       | 16 min 2 s 09   | St Maur (FRA)     | 1984  |
| 10 000 m      | 32 min 56 s 67  | Oslo (NOR)        | 1989  |
| Semi-Marathon | 1 h 12 min 36 s | Paris (FRA)       | 1989  |
| Marathon      | 2 h 29 min 22 s | Minneapolis (USA) | 1990  |